# Chrysotypus phoebus
Chrysotypus phoebus är en fjärilsart som beskrevs av Pierre E.L. Viette 1960. Chrysotypus phoebus ingår i släktet Chrysotypus och familjen Thyrididae. Inga underarter finns listade i Catalogue of Life.